# Morinda nana
Morinda nana är en måreväxtart som beskrevs av William Grant Craib. Morinda nana ingår i släktet Morinda och familjen måreväxter. Inga underarter finns listade i Catalogue of Life.